# Гончаренко, Андрей Лаврентьевич
Андрей Лаврентьевич Гончаренко (10 октября 1909 — 22 февраля 1990) — сотрудник советских органов охраны правопорядка, комиссар милиции 2-го ранга (1954).

## Биография
Похоронен в Киеве на Байковом кладбище.

### Звания
- комиссар милиции 2-го ранга (05.11.1954)
- генерал-лейтенант милиции (23.10.1973; переаттестован)

### Награды
- Медаль «За победу над Германией в Великой Отечественной войне 1941—1945 гг.»;
- Юбилейная медаль «Двадцать лет Победы в Великой Отечественной войне 1941—1945 гг.»;
- Юбилейная медаль «Тридцать лет Победы в Великой Отечественной войне 1941—1945 гг.»;
- Юбилейная медаль «Сорок лет Победы в Великой Отечественной войне 1941—1945 гг.»;
- Юбилейная медаль «30 лет Советской Армии и Флота»;
- Юбилейная медаль «40 лет Вооружённых Сил СССР»;
- Юбилейная медаль «50 лет Вооружённых Сил СССР»;
- Юбилейная медаль «60 лет Вооружённых Сил СССР»;
- Юбилейная медаль «70 лет Вооружённых Сил СССР».